# 班赞
班赞（1978年—2019年9月3日），北京人，中国北京人艺演员、话剧导演。

## 人物生平
1999年考入中央戏剧学院表演系，毕业后进入北京人民艺术剧院工作。主要演出作品有话剧《茶馆》、《天下第一楼》、《哗变》，电视剧《与青春有关的日子》、《团圆饭》、《别叫我兄弟》，电影《十二公民》、《大腕》、《夜店》、《东北偏北》等。2015年执导小剧场话剧《朦胧中所见的生活》。
2019年9月3日，班赞突发心梗去世，享年41岁。